# 米娜·阿蘇爾
米娜·阿蘇爾（英語：Mila Azul，1997年1月12日—），本名「Mila Dabalos」，烏克蘭女性成人模特兒及視訊女郎。

## 簡歷
米娜·阿蘇爾從小在烏克蘭西部的小鎮長大和就學，後來移居首都基輔生活，首份工作是替討債公司收回債項，但始終不能接受那種專橫的討債方式，故只入職6個月便選擇離開。2016年，她為了賺外快以學習吉他和編寫歌曲，遂嘗試參加首次成人模特兒試鏡，表現令裸體攝影師很滿意，繼而再參與拍攝 Hegre.com 創辦人彼得·赫格雷（Petter Hegre）的作品，結果那組照片曝光後意外吸引許多同行者注意，更獲他們爭相邀約合作，故此順勢加入該行業。
米娜·阿蘇爾因樣貌甜美且身材突出，2017年曾擔任電腦軟件「iStripper」桌面舞者之一，又以 MyFreeCams.com 網路攝影機女郎身份，拍攝過逾百部自慰影片而受到不少網民歡迎；也曾成為2017年全球最大色情影音網站 Pornhub 用戶使用調查報告 ——「台灣地區最常搜尋的女演員」，超越日本AV女優 JULIA 及波多野結衣。

## 外部連結
- 米娜·阿蘇爾的X（前Twitter）（英文）
- 米娜·阿蘇爾的Facebook專頁（英文）
- 米娜·阿蘇爾的Instagram帳戶（舊）（英文）
- 米娜·阿蘇爾的Instagram帳戶（新）（英文）
- This Years Snaps - Model Mila Azul （页面存档备份，存于）（英文）
- Mila_Azul - iStripper （页面存档备份，存于）（日語）
- Mila Azul在互联网电影资料库（IMDb）上的資料（英文）